# Можжевельник формозский
Можжевельник формозский (лат. Juniperus formosana) — вид растений рода Можжевельник семейства Кипарисовые.
В естественных условиях растёт в Китае и на Тайване. Деревья однодомные, либо, реже двудомные. Шишки с тремя раздельными семенами; хвоинки с двумя устьичными линиями. Древесина дерева устойчива против гниения. В посадках очень декоративен.